# Mañana
Mañana est un label discographique créé par l'argentin Eduardo Makaroff, un des fondateurs du trio Gotan Project. Il est spécialisé dans les musiques argentines, le tango en particulier.